# Guido d'Angelo
Guido d’Angelo (Napoli, 22 aprile 1933 – 3 dicembre 2022) è stato un politico, dirigente d'azienda e avvocato italiano, eletto nella X legislatura della Repubblica Italiana alla Camera. Docente universitario e autore di numerose pubblicazioni giuridiche, è stato presidente della Mededil, una delle maggiori società edili in Italia.

## Biografia

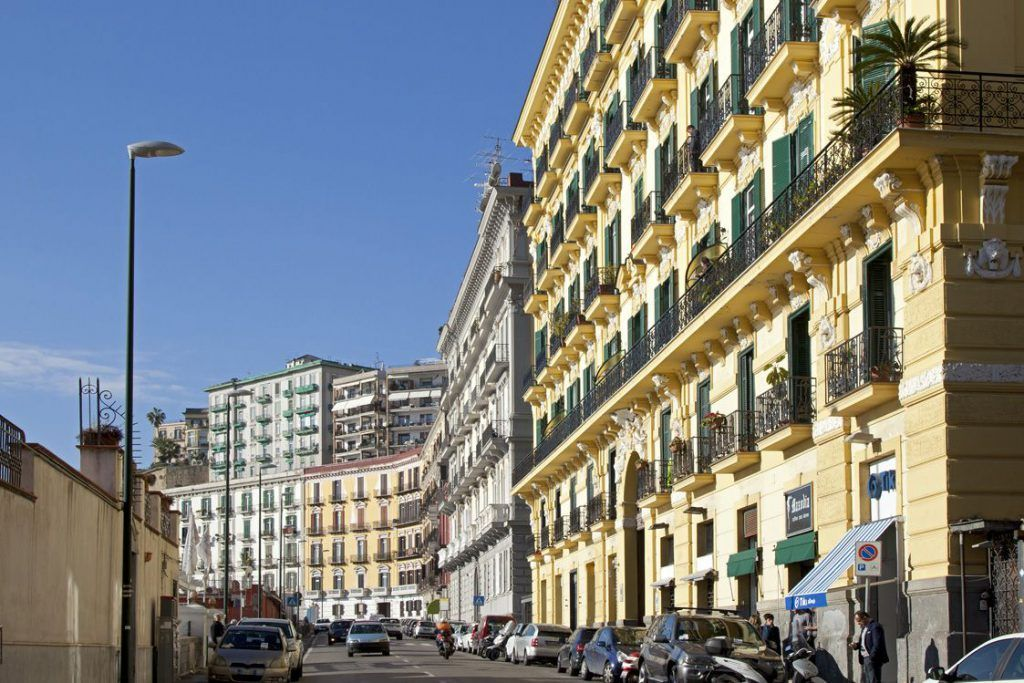
Palazzo d’Angelo in via Posillipo n.406, Napoli

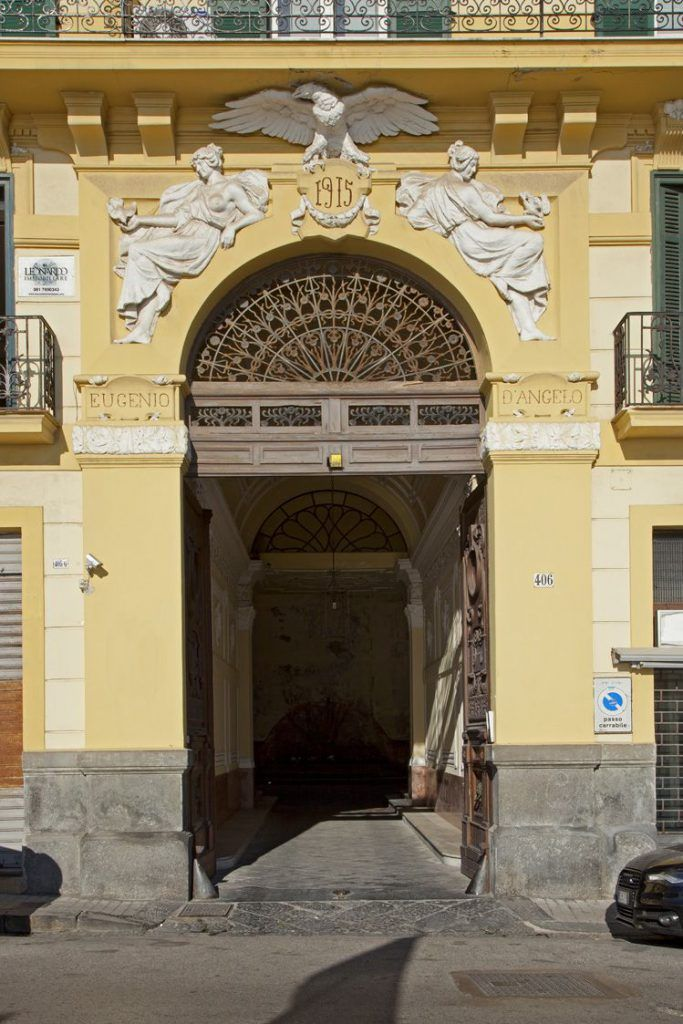
Ingresso del Palazzo recante il nome del comm. Eugenio d’Angelo

Nato da un’eminente famiglia di costruttori partenopei, intraprese gli studi giuridici, superando con successo l’esame di abilitazione alla professione forense.
Ottenne, dapprima, la cattedra di Diritto urbanistico presso la Facoltà di Ingegneria, per poi riceverla, a partire dagli anni’ 70, presso la Facoltà di Architettura.
Già professore ordinario di Legislazione urbanistica ed edilizia e libero docente in Diritto Amministrativo alla Federico II, ha rivestito altresì cariche pubbliche. Assessore Regionale prima alla Pubblica Istruzione e poi all' Urbanistica, è stato artefice di leggi regionali in materia urbanistica parzialmente ancora vigenti dal 1982. 
Presidente della Mededil, la società che ha realizzato il Centro Direzionale di Napoli, è stato
Deputato al Parlamento dal 1987 al 1992, redigendo leggi specifiche in materia edilizia, tra le quali si annoverano le "Norme in materia di regime giuridico dei suoli e di espropriazione per pubblica utilità " e gli "Interventi per Roma, Capitale della Repubblica".
Direttore della "Rivista giuridica dell'edilizia" che aveva contribuito a fondare, fu insignito di Medaglia d'oro ai benemeriti della scuola della cultura e dell'arte.
È stato autore di diverse pubblicazioni monografiche e di riviste giuridiche.

## Onorificenze
Medaglia d'oro ai benemeriti della scuola della cultura e dell'arte